# 2887 Krinov
2887 Krinov (1977 QD5) là một tiểu hành tinh vành đai chính được phát hiện ngày 22 tháng 8 năm 1977 bởi N. Chernykh ở Nauchnyj.